# Ronney Pettersson
Pour les articles homonymes, voir Pettersson.
Ronney Pettersson, né le 26 avril 1940 en Suède, et mort le 26 septembre 2022 est un joueur de football international suédois qui évoluait au poste de gardien de but.

## Biographie

### Carrière de joueur

#### Carrière en club
Ronney Pettersson joue en faveur de l'IFK Skövde, du Djurgårdens IF, et enfin de l'Hudiksvalls ABK.
Avec le club de Djurgårdens, il dispute 114 matchs en première division suédoise, sans inscrire de but.
Avec cette même équipe, il est sacré champion de Suède en 1966. Ce titre lui permet de disputer deux matchs en Coupe d'Europe des clubs champions lors de la saison 1967-1968.

#### Carrière en sélection
Avec l'équipe de Suède, il joue 17 matchs, sans inscrire de but, entre 1966 et 1969. 
Il joue son premier match en équipe nationale le 27 juin 1966 contre la Yougoslavie, et son dernier le 6 août 1969 contre l'Union soviétique.
Il figure dans le groupe des sélectionnés lors de la Coupe du monde de 1970. Lors du mondial organisé au Mexique, il ne joue aucun match. Il dispute toutefois un match face à la Norvège comptant pour les tours préliminaires de cette compétition.

### Carrière d'entraîneur
Il dirige les joueurs d'Hudiksvalls en 1972.

## Palmarès
Djurgårdens IF
- Championnat de Suède (1) :
  - Champion : 1966.
  - Vice-champion : 1962 et 1967.